# Pasteurellaceae
Famille
Les Pasteurellaceae sont une famille de bactéries de l'ordre des Pasteurellales.

## Taxonomie
La famille des Pasteurellaceae a été créée en 1981 par la bactériologiste Sabine Pohl  avec pour genre type Pasteurella.

## Liste des genres
Selon GBIF (8 juillet 2021) :
- Actinobacillus Brumpt, 1910
- Aggregatibacter Nörskov-Lauritsen & Kilian, 2006
- Avibacterium Blackall et al., 2005
- Basfia Kuhnert et al., 2010
- Bibersteinia Blackall et al., 2007
- Bisgaardia Foster et al., 2011
- Caviibacterium
- Chelonobacter Gregersen et al., 2009
- Conservatibacter
- Cricetibacter Christensen et al., 2014
- Frederiksenia Korczak et al., 2014
- Gallibacterium Christensen et al., 2003
- Glaesserella
- Haemophilus Winslow et al., 1917
- Histophilus Angen et al., 2003
- Lonepinella Osawa et al., 1996
- Mannheimia Angen et al., 1999
- Mesocricetibacter Christensen et al., 2014
- Muribacter Nicklas et al., 2015
- Necropsobacter Christensen et al., 2011
- Nicoletella Kuhnert et al., 2005
- Otariodibacter Hansen et al., 2012
- Pasteurella Trevisan, 1887
- Phocoenobacter Foster et al., 2000
- Rodentibacter Adhikary et al., 2017
- Seminibacterium Vela et al., 2015
- Testudinibacter Hansen et al., 2016
- Ursidibacter Hansen et al., 2015
- Vespertiliibacter Mühldorfer et al., 2014
- Volucribacter Christensen et al., 2004